# Жиро, Клод
Клод Жиро (фр. Claude Giraud, полное имя Клод Пьер Эдмон Жиро, фр. Claude Pierre Edmond Giraud; 5 февраля 1936 — 3 ноября 2020) — французский актёр.

## Биография
Французский актёр родился в местечке Шамальес в Пюи-де-Дом (Puy-de-Dôme) в центре Франции.
Он окончил Парижскую консерваторию.
С 1957 года — актёр знаменитого театра «Комеди Франсез».
Дебютировал в кино в 1958 году в роли Тони в фильме «Обманщики» режиссёра Марселя Карне. Первый успех Клоду Жиро принесли роли капитана Ланглуа в фильме режиссёра Франсуа Летерье «Король без развлечений» (1963) и Жоржа в ленте «Карусель» (1964, реж. Роже Вадим).
Российскому зрителю Жиро известен прежде всего как исполнитель роли маркиза Филиппа дю Плесси де Белльера в экранизациях нескольких частей романа Анн и Серж Голон про «Анжелику», а также как исполнитель роли Роджера Мортимера в мини-сериале «Про́клятые короли» (1972) режиссёра Клода Барма по одноимённому циклу исторических романов Мориса Дрюона.
С 1974 года Клод Жиро преимущественно снимался на ТВ. Среди его телеролей: Грумбах в «Миледи» (1976), Ла Валлет в мини-сериале «Ришельё» (1977), лорд Роджер Мортимер в «Проклятых королях» (1970), Аккман в сериале «Кордье — стражи порядка» (1992—2005), Дантель в «Жюли Леско» (1992—2008).
В 1994 году исполнил роль Ромэна Боске в триллере Жан-Клода Бриссо «Чёрный ангел».
Клод Жиро — мастер озвучивания и дубляжа, обладатель красивого голоса, в течение последних трёх десятилетий являлся для французов голосом многих знаменитых американских и английских кинозвёзд.
Скончался 3 ноября 2020 года.

## Фильмография
- 1963 — Король без развлечений
- 1963 — La machine infernale
- 1964 — Карусель
- 1964 — Le commandant Watrin
- 1964 — Анжелика, маркиза ангелов
- 1965 — Angélique et le roy
- 1965 — Belle et Sébastien
- 1965 — Cinna
- 1966 — Les compagnons de Jehu
- 1968 — Adolphe, ou l'âge tendre
- 1968 — Mayerling
- 1968 — Федра
- 1968 — Sébastien parmi les hommes
- 1970 — Sébastien parmi les hommes
- 1970 — Sortie de secours
- 1971 — Tartuffe
- 1972 — Les rois maudits
- 1973 — Les aventures de Rabbi Jacob
- 1974 — Madame Bovary
- 1975 — La guerre du pétrole n'aura pas lieu
- 1976 — Mamie Rose
- 1977 — Le loup blanc
- 1977 — Milady
- 1977 — Проклятые короли
- 1979 — Mathias Sandorf
- 1981 — Ulysse 31
- 1982 — Venise en hiver
- 1986 — À nous les beaux dimanches
- 1986 — L' Héritage
- 1987 — Eurocops
- 1988 — La belle Anglaise
- 1989 — Suivez cet avion
- 1989 — Федра
- 1990 — La folle journée ou Le mariage de Figaro
- 1990 — Molierissimo
- 1990 — Coma dépassé
- 1991 — Ferbac
- 1992 — Les Cordier, juge et flic
- 1993 — La cavalière
- 1994 — L'ange noir
- 1994 — L'amour est un jeu d'enfant
- 1995 — Montana Jones
- 1996 — Flash Gordon
- 1996 — Une femme d'honneur
- 1996 — Médée
- 1999 — 360° - Die GEO-Reportage
- 2006 — Les fragments d'Antonin
- 2007 — Victor Lanzi
- 2007 — Le fantôme du lac